# اسکار سانچز (بازیکن فوتبال، زاده ۱۹۷۹)
اسکار سانچز (انگلیسی: Óscar Sánchez؛ زادهٔ ۱۹ دسامبر ۱۹۷۹) بازیکن فوتبال اهل اسپانیا است.
از باشگاه‌هایی که در آن بازی کرده است می‌توان به باشگاه فوتبال رئال وایادولید، باشگاه فوتبال اتلتیکو مادرید، باشگاه فوتبال اتلتیکو مادرید بی، و باشگاه فوتبال رئال مورسیا اشاره کرد.